# فوراسکوئر
فوراسکوئر لبز (به انگلیسی: Foursquare Labs Inc.) که معمولاً با نام فوراسکوئر (به انگلیسی: Foursquare) شناخته می‌شود یک کمپانی فناوری آمریکایی است. بستر نرم‌افزاری مکان این کمپانی به عنوان زیرساخت محصولات و تجارت‌های متعددی از جمله راهنمای شهر فوراسکوئر و سوآرم را تشکیل می‌دهد.
فوراسکوئر در پایان ۲۰۰۸ ایجاد و در ۲۰۰۹ توسط دنیس کرولی و ناوین سلوادوری راه‌اندازی شد. این شرکت شهرت خود را با راه اندازی اپلیکیشن جست‌جو و کشف محلی هم‌نام با خودش که بعدها به عنوان اهنمای شهری فوراسکوئر شناخته شد و مفهوم اشتراک‌گذاری لحظه‌ای مکان را محبوب کرد، به دست آورد. در کنار تغییراتی که در اپلیکیشن‌های مصرف‌کنندگان به وجود آمد، این کمپانی شروع به بهره‌بردن از اطلاعات مکانی‌ای که از طریق میلیاردها «چک‌این» به دست می‌آورد کرده‌است. از ۲۰۱۴ تا ۲۰۱۶، فوراسکوئر راهکارهای سازمانی متعددی را از جمله پین‌پوینت توسط فوراسکوئر و Placed powered by Foursqaure (که پیش از با نام Attribution by Foursquare شناخته می‌شد) را ارائه کرده‌است.